# 불타는 금요일
불타는 금요일은 한 주의 마지막 일하는 날인 금요일을 마지막까지 불태워서 신나게 놀아보자며 생긴 신조어로, 주 5일 근무제 실시와 함께 등장하였다.

## 상세
주5일제로 인하여 다음날인 토요일이 일을 하지 않게 되면서 기분이 좋을 때 주로 사용하고 있다.
금요일은 밤을 새우는 사람도 많으며, 번화가 지역에는 각종 사람들도 많고 인산인해를 이룬다.